# 徐進才
徐進才（？—？），中國清朝武將官員，本籍直隸。徐進才於1704年（康熙43年）奉旨接替焦雲，於台灣地區擔任台灣北路營參將（營署設於諸羅）。而此官職是台灣清治時期此階段，受台灣鎮總兵制約的台南以北最高軍事將領。
| 前任： 焦雲 | 台灣北路營參將 1704年上任 | 繼任： 張國 |